# Anna Krajewska
Anna Krajewska ps. „Hanka” (ur. ok. 1904, zm. 29 marca 1944 w Warszawie) – członkini Armii Krajowej.

## Życiorys
Anna Krajewska do 1942 roku zamieszkiwała w Krakowie. Od jesieni 1940 w konspiracji prowadziła nasłuch radiowy stacji obcojęzycznych dla komórki kontrwywiadu „222” Wydziału Wywiadu Obszaru Krakowsko-Śląskiego, a następnie Okręgu ZWZ-AK Kraków, a kierowanej przez mjr. Zygmunta Kłopotowskiego ps. „Konar”. Współdziałała z „Konarem” i innymi żołnierzami komórki „222” oraz działaczami PPS 11 czerwca 1941 w uprowadzeniu ze Szpitala Św. Łazarza w Krakowie dr Tadeusza Orzelskiego (członka PPS, łącznika do ZWZ, więźnia gestapo), przywiezionego z Oświęcimia w celu konfrontacji z aresztowanymi 19 kwietnia przy ul. Sławkowskiej 6 Józefem Cyrankiewiczem i członkami podziemia (głównie z Komendy Obszaru ZWZ Kraków). Po aresztowaniu „Konara” jesienią 1942 została przeniesiona do Warszawy, gdzie była kierowniczką łączności wewnętrznej sieci wywiadu ofensywnego Oddziału Informatyczno-Wywiadowczego KG AK. 13 lub 14 grudnia 1943 została aresztowana razem z szefem mjr. Ottonem Pawłowiczem ps. „Siostra”. Wydał ich agent gestapo Eugeniusz Świerczewski „Stanisław”. Była więziona na Pawiaku i 6-krotnie przesłuchiwana w al. Szucha. W śledztwie była torturowana, ale nic nie ujawniła. Wyniesiona na noszach na egzekucję i rozstrzelana w ruinach getta.

## Ordery i odznaczenia
- Krzyż Srebrny Orderu Virtuti Militari – pośmiertnie[1]